# Кишерма
Кишерма — деревня в Вельском районе Архангельской области. Входит в состав муниципального образования «Хозьминское».

## География
Деревня расположена в 35 километрах на северо-запад от города Вельск на левом берегу реки Вель. Ближайшие населённые пункты: на западе деревня Мауркинская и посёлок Хозьмино, являющийся административным центром послеления.
Часовой пояс
Кишерма, как и вся Архангельская область, находится в часовой зоне МСК (московское время). Смещение применяемого времени относительно UTC составляет +3:00.

## Население
| 2002 | 2010 | 2012 | 2014 |
| ---- | ---- | ---- | ---- |
| 176  | ↘148 | ↗161 | ↘157 |

## История
Указана в «Списке населённых мест по сведениям 1859 года» в составе Вельского уезда Вологодской губернии под номером «2216» как «Кишаромское». Насчитывала 37 дворов, 132 жителя мужского пола и 134 женского.
В материалах оценочно-статистического исследования земель Вельского уезда упомянуто, что в 1900 году в административном отношении деревня входила в состав Хозьминского сельского общества Есютинской волости. На момент переписи в селении Кишаромское находилось 61 хозяйство, в которых проживало 185 жителей мужского пола и 181 женского.

## Достопримечательности
Часовня Георгия Победоносца Объект культурного наследия № 2900001035  — Деревянная часовня, построенная в конце 19 века. Перестроена под жилой дом
- Усадьба Золотых И.И.  Объект культурного наследия № 2900621000№ 2900621000
- Усадьба Черных А.П. Объект культурного наследия № 2900622000№ 2900622000